# Schlacht bei Andernach (939)
Die Schlacht bei Andernach, zwischen Anhängern und Gegnern des Königs Otto I., fand am 2. Oktober 939 bei Andernach am Rhein statt und endete mit einer entscheidenden Niederlage der Aufständischen und dem Tod ihrer Anführer.

## Vorgeschichte
Nach dem Tod König Heinrichs I. geriet Herzog Eberhard von Franken, der sich Heinrich gegenüber sehr loyal verhalten hatte, bald in Konflikt mit Heinrichs Sohn und Nachfolger Otto I., der sich nicht wie sein Vater als „primus inter pares“ verstand, sondern einen wesentlich ausgeprägteren Herrschaftsstil pflegte und Lehen bevorzugt an seine eigenen Loyalisten gab. Nach einer von Eberhard und anderen Reichsfürsten als besonders entehrend angesehenen Behandlung durch Otto im Jahre 937 schloss sich Eberhard den Gegnern Ottos an. 938 rebellierte er gemeinsam mit Ottos älterem Halbbruder Thankmar und dem Herzog Eberhard von Bayern. Thankmar wurde jedoch schon 938 von Ottos Gefolgsleuten in der Kirche von Eresburg getötet, und Eberhard von Bayern wurde durch seinen Onkel Berthold ersetzt.  Nach kurzer Versöhnung mit Otto verbündete sich Eberhard von Franken 939 mit Giselbert von Lothringen und Ottos jüngerem Bruder Heinrich zu erneutem Aufstand.
Giselbert, seit 928 Herzog von Lothringen, hatte sich während der Herrschaft Heinrichs I. ebenfalls loyal verhalten, wollte sich aber 939 aus dem Machtbereich seines Schwagers Otto lösen und dem neuen westfränkischen König Ludwig IV. anschließen. Er trat dem aufständischen Bündnis von Heinrich und Eberhard von Franken bei.

## Der Aufstand von 939
König Otto errang im März 939 zunächst einen Sieg über die Rebellen in der Schlacht bei Birten nahe Xanten, obwohl er selbst auf der anderen Rheinseite nur mit der Heiligen Lanze in der Hand beten und zuschauen konnte. Er konnte aber die Verschwörer nicht gefangen nehmen und belagerte erst einmal deren Stützpunkte. Währenddessen zogen Giselbert und Eberhard nach Süden und verwüsteten die Gebiete königstreuer Grafen.  Sie erhielten Unterstützung von Ludwig IV. von Westfranken, Ottos Schwager Hugo von Franzien und anderen westfränkischen Großen. Als Otto Breisach belagerte, stießen die Aufständischen von Metz aus an den Rhein vor und überquerten ihn bei Andernach.

## Die Schlacht
Nachdem ihr Heer plündernd durch den Niederlahngau gezogen war, begann es, bei Andernach wieder über den Rhein zu setzen.  Dabei wurden Giselbert und Eberhard von den beiden königstreuen Grafen Konrad Kurzbold, Graf im Niederlahngau, und seinem Vetter Udo, Graf in der Wetterau und im Rheingau, überrascht.  Obwohl Konradiner und Vettern Eberhards, standen beide auf Ottos Seite.  Sie waren den marodierenden Rebellen mit einer kleinen Streitmacht gefolgt und griffen erst an, als der Großteil des gegnerischen Heeres bereits mit seinem Beutegut über den Rhein gesetzt hatte, seine beiden Anführer aber noch nicht.  Eberhard fiel im Kampf und Giselbert ertrank im Rhein bei dem Versuch, zur anderen Seite zu entkommen.  Der Aufstand gegen Otto I. war beendet.